# Postgotyk
Postgotyk (lub pogotyk) – stosowany od schyłku XVI wieku styl architektoniczny odwołujący się do architektury gotyckiej, mający cechy historyzmu, czyli świadomego nawiązywania do dawnych form architektonicznych, pomimo popularności stylu renesansowego, a następnie barokowego. Postgotyk nie był przejawem zapóźnienia stylowego, ale świadomym nawiązaniem do przeszłości. 
Westfalia:
Przykładem postgotyku jest grupa kościołów zakonu jezuitów wzniesionych na terenie Nadrenii około roku 1600, np. kościół St. Petri w Münster, który zaprojektował Johann Roßkott.
Korona Królestwa Polskiego:
Na terenie Polski kościół dominikanów w Warszawie z lat 1605-1606, kościół klasztoru norbertanek na Salwatorze w Krakowie przebudowany po 1596 roku, oraz niewielki kościół Najświętszego Salwatora w Krakowie. Na Kresach (obecnie Ukraina) przykładem postgotyku jest kościół św. Trójcy w Podhajcach z lat 1621- ok. 1635, kościół św. Trójcy w Międzybożu, kościół dominikanów w Złotym Potoku (po 1631), kościół św. Mikołaja w Bóbrce pod Lwowem, cerkiew św. Spasa na Berestowie w Kijowie (po 1638). 
Za postgotyckie w polskiej architekturze świeckiej można uznać sterczyny na Kolegium Nowodworskiego w Krakowie.
Królestwo Czeskie:
Nawrót do gotyku w Czechach w XVIII wieku określany jest w tym kraju jako barokowy gotyk, który pojawił się wraz z rekatolicyzacją ziem czeskich. Przykładem jest kościół Wniebowzięcia NM Panny (1703–1707), kostnica w Sedlcu, kościół klasztorny w miejscowości Želiv, kościół Wniebowzięcia Najświętszej Marii Panny dla klasztoru w Kladrubach, który zaprojektował Jan Blažej Santini-Aichel.
Mołdawia:
Cerkiew pw. Objawienia Pańskiego w Suczawicy z 1581 roku ufundowany przez Szymona Mohyłę.

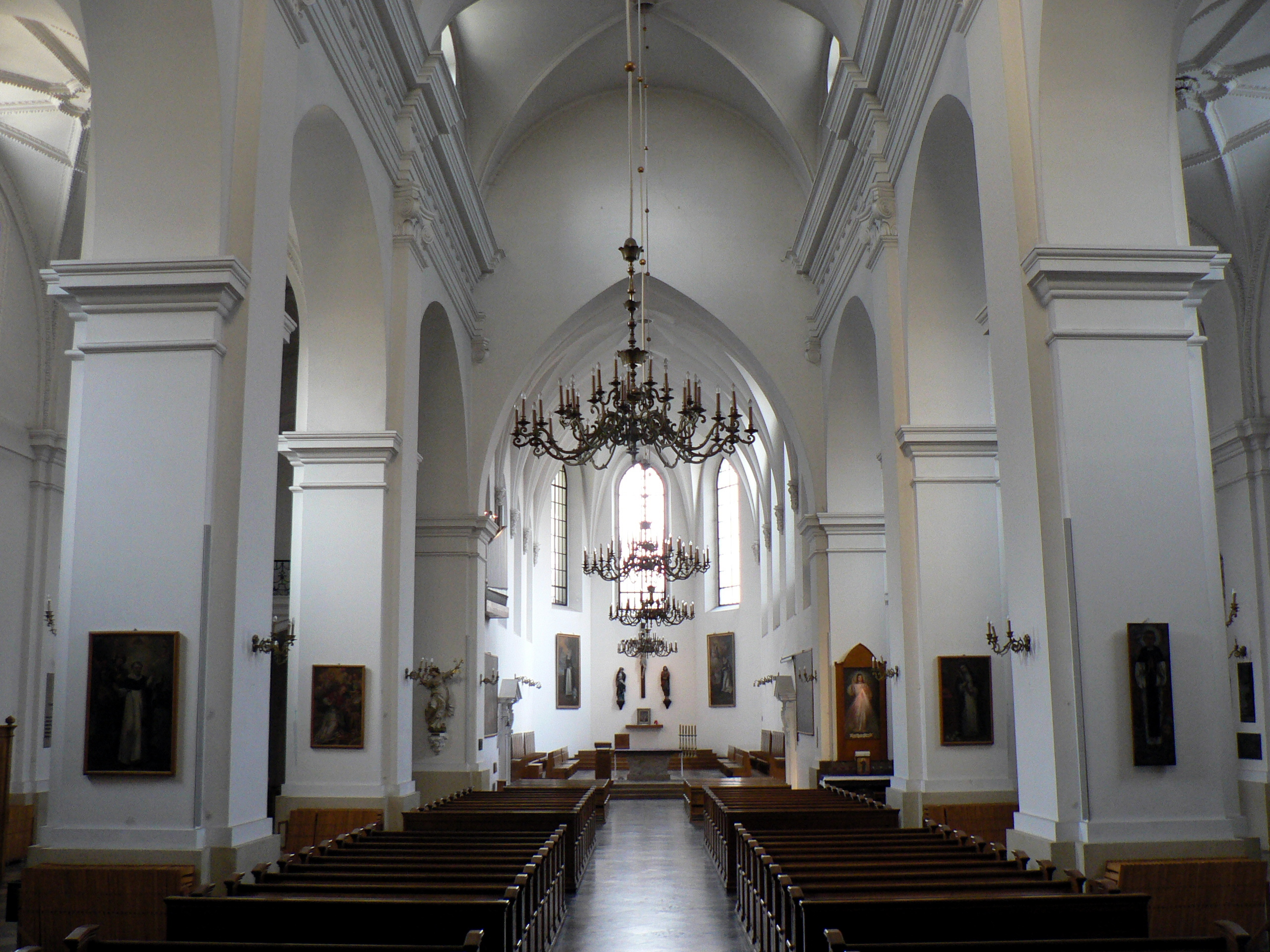
Widok na prezbiterium kościoła dominikanów w Warszawie z 1606
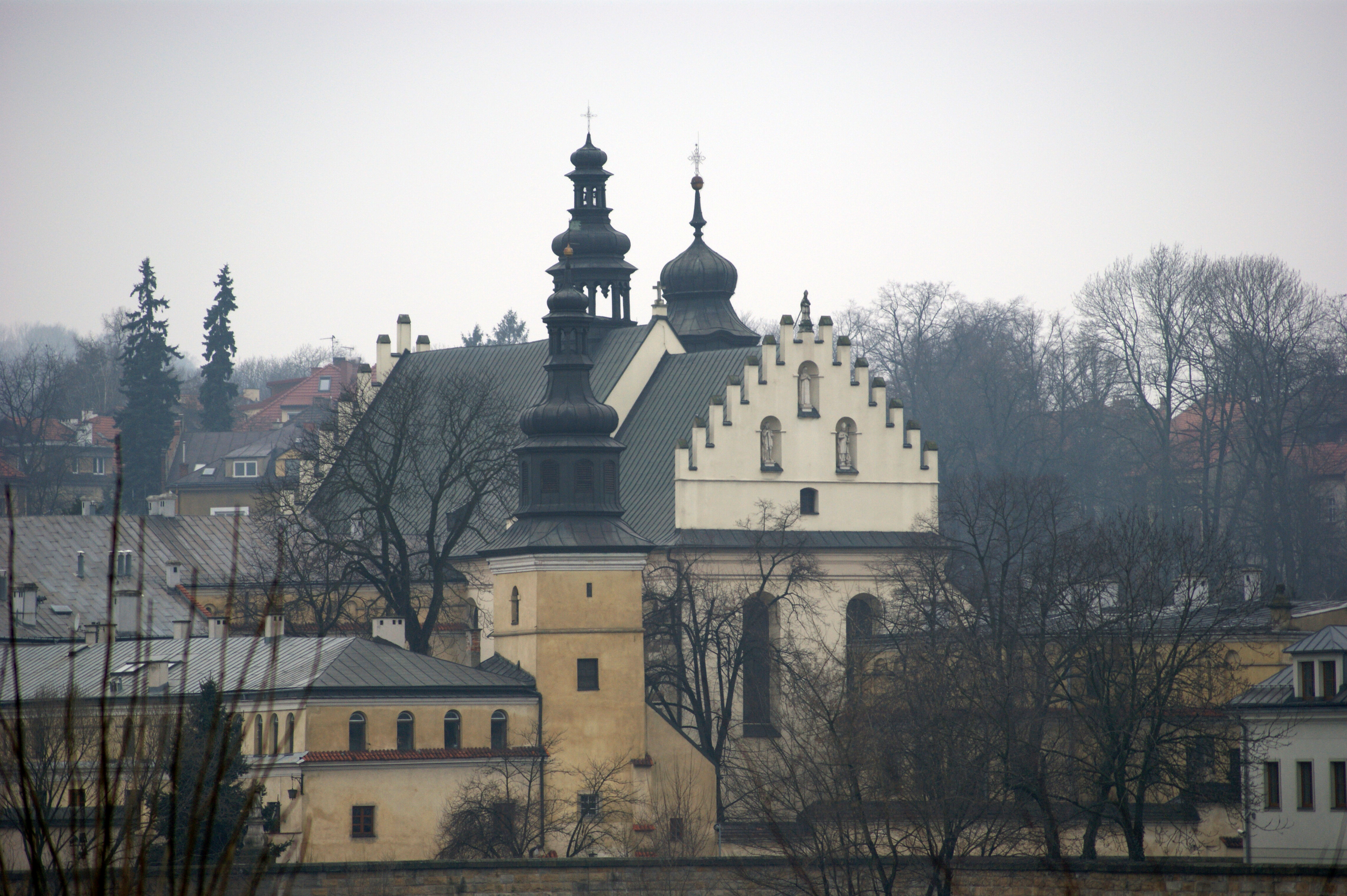
Kościół norbertanek w Krakowie
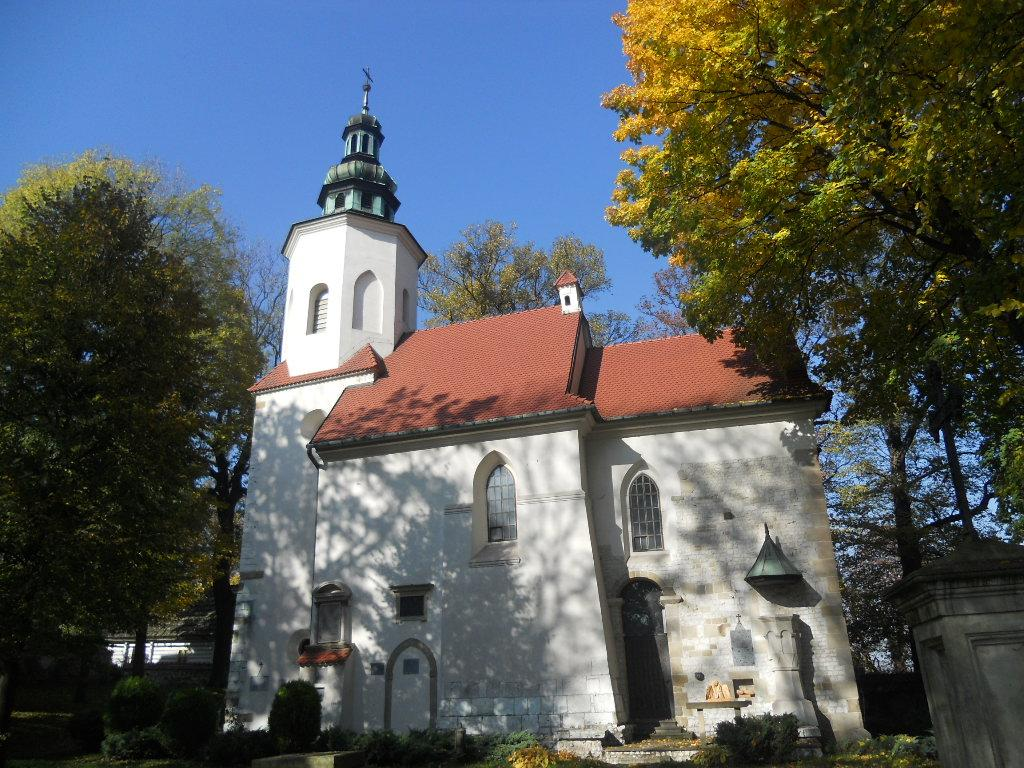
Kościół Najświętszego Salwatora w Krakowie z wieżą sprzed 1622
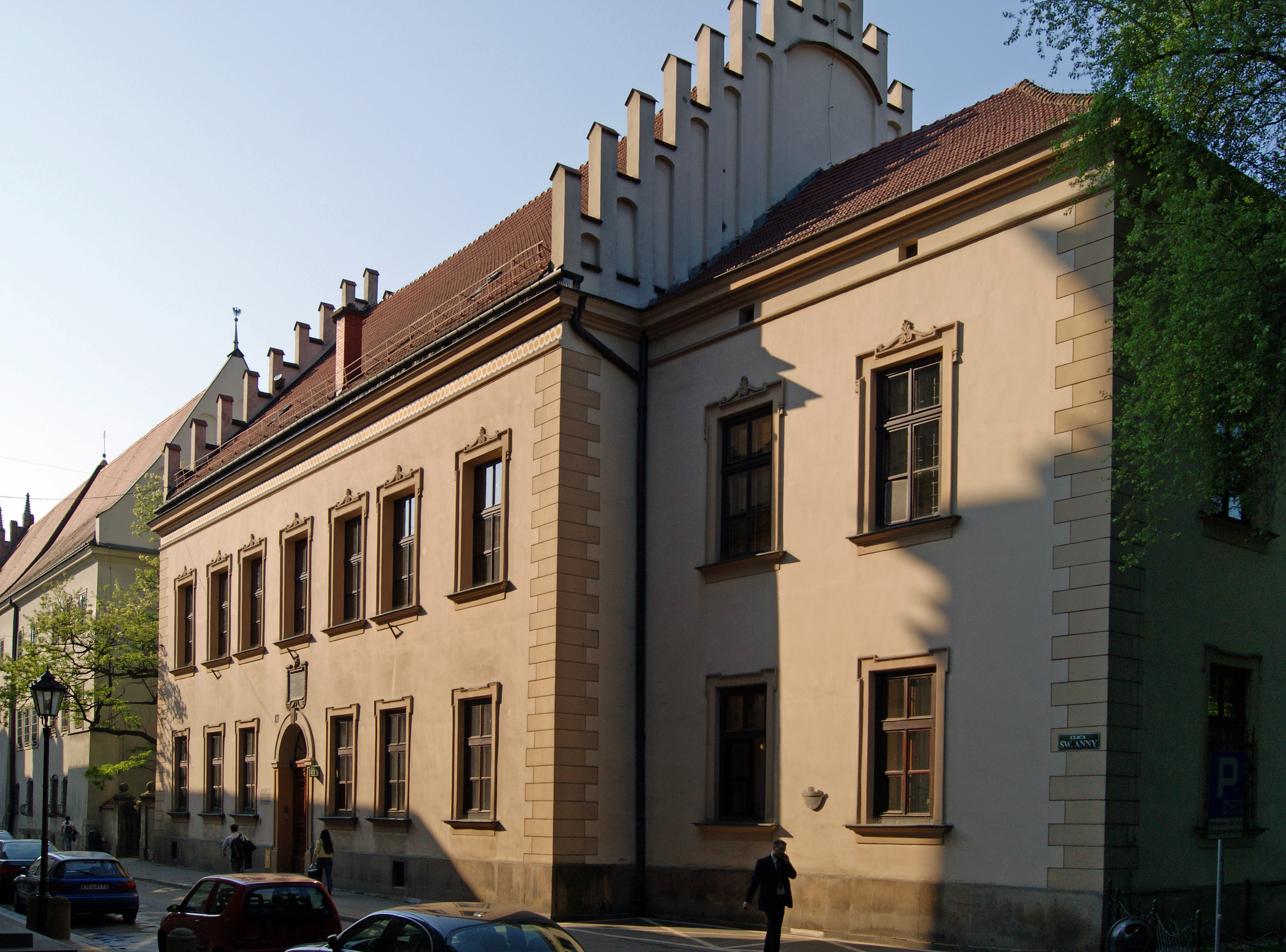
Collegium Nowodworskiego w Krakowie
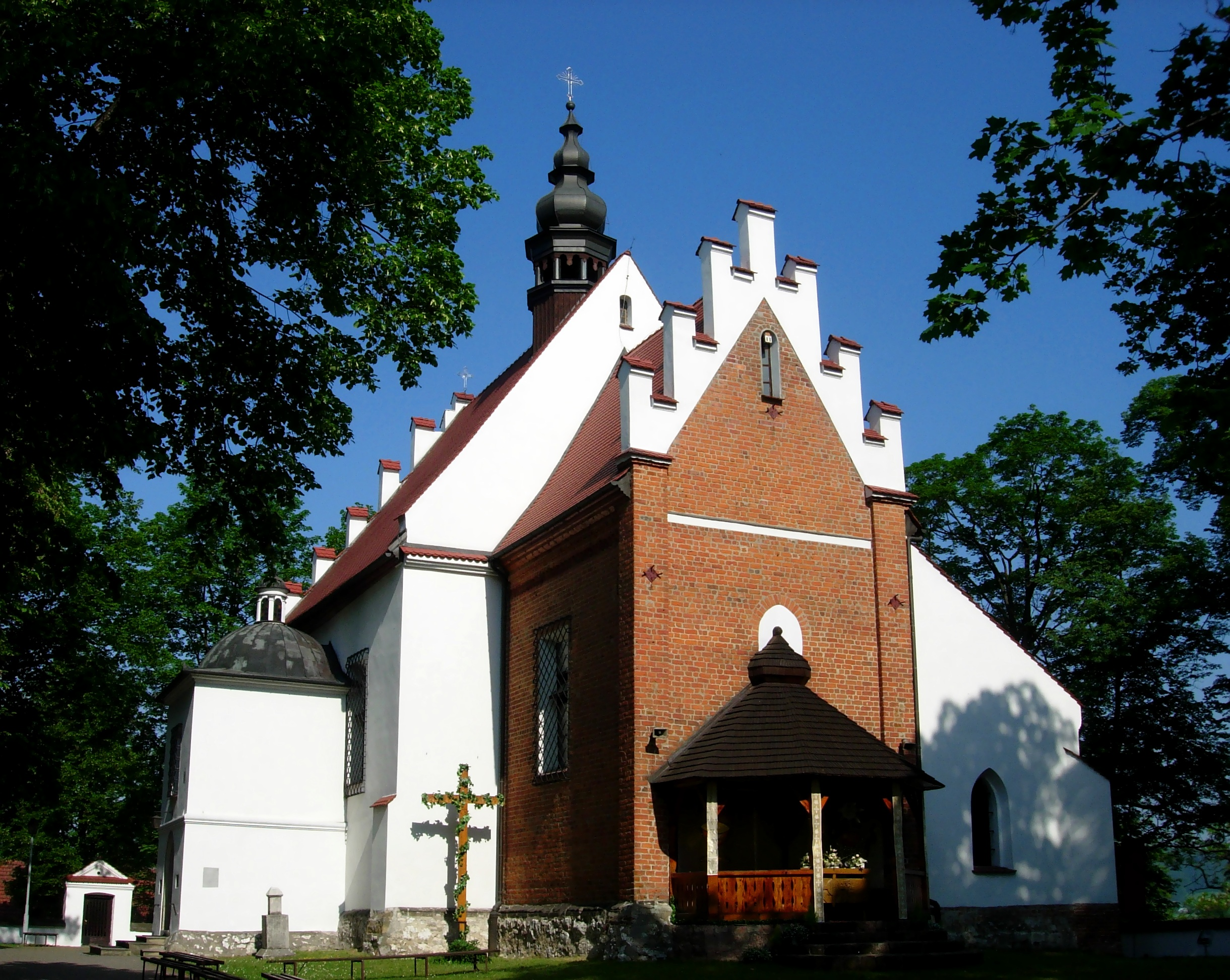
Kościół w Rudawie ze sterczynami z 1614 roku